# Claude Chabrol
Claude Chabrol (Pariz, Francuska, 24. lipnja 1930. – Pariz, Francuska, 12. rujna 2010.) je francuski filmski redatelj, jedan od najistaknutijih umjetnika francuskog novog vala, grupe redatelja koji su postigli uspjeh na prelazu iz 1950-ih u 1960-e. Kao i ostali redatelji iz tog perioda,  Jean-Luc Godard, François Truffaut, Éric Rohmer i Jacques Rivette, Chabrol je objavljivao filmske kritike u utjecajnom filmskom časopisu Cahiers du cinéma, prije vlastite karijere u kinematografiji.
Često opisivan kao najtradicionalniji u novom valu, Chabrol je uspješno održavao plodnu karijeru i popularnost tijekom pedesetgodišnje karijere.

## Životopis
Rođen je u Parizu 1930. Nakon što je Drugi svjetski rat proveo u mjestu Sardent gdje je zajedno s prijateljem radio u privremenom kinematografu, vraća se u Pariz radi studija farmakologije na pariškom univerzitetu, gdje sudjeluje u poratnoj filmofiliji i susreće svoje buduće kolege kritičare i redatelje. 1957., zajedno s Éricom Rohmerom piše Hitchcock (Paris: Éditions Universitaires, 1957.), analizu djela Alfreda Hitchcocka kroz film Krivo optužen. Iduće godine debitira kao redatelj svojim prvim dugometražnim filmom Le Beau Serge, Hitchcockovskim trilerom, s Jean-Claudeom Brialyjem u glavnoj ulozi, djelomično finaciranim nasljedstvom Chabrolove supruge. Le Beau Serge, koji se smatra prvim filmom francuskog novog vala, postigao je uspjeh kod kritike i redatelju donio nagradu Jean Vigo. 1959. snima dramu Les Cousins, jedan od prvih komercijalnih uspjeha novog vala i također svoj prvi film u boji A double tour, s mladim Jean-Paulom Belmondom u glavnoj ulozi. Kao vrlo plodan redatelj, Chabrol je od 1958. snimao prosječno jedan film godišnje.
Nakon razvoda s prvom ženom Agnes, bio je u braku s Glumicom Stéphane Audran, a njihov sin je glumac Thomas Chabrol. Chabrolova treća žena je Aurore Paquiss.

## Izabrana filmografija

### Redatelj
- Le Beau Serge (1958.)
- Les Cousins (1959.)
- A double tour (1959.)
- Les Bonnes Femmes (1960.)
- L'Oil du Malin (1962.)
- Ophelia (1963.)
- Landru (1963.)
- Les Biches (1968.)
- La Femme infidele (1969.)
- Juste avant la nuit (1971.)
- La Décade prodigieuse (1971.)
- Les Noces rouges (1973.)
- Les Innocents aux mains sales (1975.)
- Alice ou la Derniere Fugue (1977.)
- Violette Noziere (1978.)
- Poulet au vinaigre (1985.)
- Inspecteur Lavardin (1986.)
- Madame Bovary (1991.)
- La Cérémonie (1995.)
- Rien ne va plus (1997.)
- Au cœur du mensonge (1999.)
- La Demoiselle d'honneur (2004.)
- L'Ivresse du pouvoir (2006.)

### Glumac
- Les Durs à cuire (1964.) redatelj Jack Pinoteau
- Paris vu par...  (1965.) redatelj Claude Chabrol
- Polar (1984.) redatelj Jacques Bral
- Jeux d'artifices (1987.) redateljica Virginie Thévenet
- L'Été en pente douce (1987.) redatelj Gérard Krawczyk
- Alouette je te plumerai (1987.) redatelj Pierre Zucca
- Sam suffit (1992.) redateljica Virginie Thévenet
- Cubic (tv serija, 1996.) redatelj Thomas Chabrol

## Vanjske poveznice
- Claude Chabrol u internetskoj bazi filmova IMDb-u (engl.)
- Senses of Cinema
- They Shoot Pictures, Don't They?
- The Claude Chabrol Project - home.comcast.net
- Interview with Chabrol on La Cérémonie   Arhivirana inačica izvorne stranice od 10. veljače 2009. (Wayback Machine)
- Roger Ebert interviews Chabrol in 1971
- Surfer on the New Wave -  film.guardian.co.uk
- theauteurs.com